# Tiberiu Olah
Tiberiu Olah (ur. 2 stycznia 1928 w Arpășel, zm. 2 października 2002 w Târgu Mureș) – rumuński kompozytor.

## Życiorys
W latach 1946–1949 studiował w konserwatorium w Klużu. Od 1949 do 1954 roku przebywał w Moskwie, gdzie uczył się u Jewgienija Messnera w Konserwatorium Moskiewskim. Od 1958 do 1974 roku był wykładowcą konserwatorium w Bukareszcie. W latach 1966–1971 uczestnik Międzynarodowych Letnich Kursów Nowej Muzyki w Darmstadcie. Stypendysta Deutscher Akademischer Austauschdienst w Berlinie (1969–1970 i 1972).
Otrzymał nagrodę im. G. Enescu (1965), nagrodę związku kompozytorów rumuńskich (1974, 1981 i za całokształt twórczości 1993) oraz nagrodę fundacji im. S. Kusewickiego (1972).

## Twórczość
Posługiwał się oryginalnym systemem modalnym, którego źródła z jednej strony tkwią w ludowej muzyce Siedmiogrodu, z drugiej w twórczości Béli Bartóka i częściowo Antona Weberna. W technice transformacji komórek dźwiękowych zastosował metody numeryczne. Duży wpływ na jego twórczość wywarł rzeźbiarz Constantin Brâncuși, któremu zadedykował cykl utworów na różne zestawy instrumentów. Także inne swoje kompozycje często łączył w cykle możliwe do wykonywania w różnych wariantach.
Pisał także muzykę filmową, unikając w niej jednak konwencjonalnych schematów i banału.

## Ważniejsze kompozycje
(na podstawie materiałów źródłowych)

### Utwory orkiestrowe
- Mała suita (1954)
- 4 symfonie (I 1956, II 1986, III 1989, IV „Sinfonia giocosa” 1991)
- cykl Hommage à Brâncuși: I Columna infinita (1962), II I Sonata na klarnet (1963), III Espace et rythme na 3 grupy perkusyjne (1964), IV La porte du baiser (1965), V La table du silence (1968)
- Translations: I na 16 instrumentów smyczkowych (1968), II na instrumenty smyczkowe i instrumenty dęte drewniane (1973), III na instrumenty dęte drewniane (1973)
- Perspectives na 13 wykonawców (1969)
- Evenimente 1907 (1972)
- Crescendo (1972)
- The Time of Memory na 4 instrumenty dęte, 2 fortepiany i trio smyczkowe lub zwiększoną obsadę smyczków (1974)
- Harmonies: I (1975), II na instrumenty dęte i perkusję (1976), III (1978), IV na 23 instrumenty (1981)
- Musica concertante na flet, klarnet i orkiestrę smyczkową (1990)
- Obelisco per Wolfgang Amadeus na saksofon i orkiestrę (1991)

### Utwory kameralne
- Kwartet smyczkowy (1952), 2. wersja na orkiestrę smyczkową pt. Simfonie pentru coarde (1971)
- Trio na klarnet, skrzypce i fortepian (1954)
- Sonatina na skrzypce i fortepian (1955, wersja zrewid. 1963)
- Invocations dla 5 wykonawców: I (1971), II (1975), III (1976)
- PaROdiSSINIana na wiolonczelę i kontrabas (1973)
- Sonata na flet i taśmę (1978)
- Sonata na wiolonczelę i taśmę (1979)
- II Sonata na klarnet lub  saksofon (1982)
- Sonata na kontrabas (1986)
- Concerto notturno na wibrafon i saksofon (1986)
- Kwartet smyczkowy I–III (1987)
- Incontri spaziali na perkusję (1989)
- Trio smyczkowe I–III (1993)

### Utwory wokalno-instrumentalne
- Cantata na chór żeński, 2 flety, perkusję i smyczki (1956)
- oratorium Constelație omului na tenora, recytatora, chór i orkiestrę (1960)

### Opery
- opera telewizyjna Geamgii din Toledo (1970)